# Ramiro González Hernández
Ramiro Gónzález Hernández (Rosario, 21 novembre 1990) è un calciatore argentino, difensore dell'Everton.

## Palmarès

### Club

#### Competizioni nazionali
- Copa Chile: 1

Colo-Colo: 2023